# 菊原共基
菊原 共基（きくはら ともき、1961年4月7日 - ）は、愛媛県大洲市出身の放送作家（構成作家）、脚本家、元お笑い芸人。別名義に菊原 智岐、ファニー菊原などがある。日本脚本家連盟会員。

## 略歴
1980年、日本大学藝術学部映画学科入学。1982年、コントグループ「ファニーズ」結成。日本テレビお笑いスター誕生9週勝ち抜き、ゴールデンルーキー賞獲得。1984年、前衛劇団「超薄的ワルツ」結成。1985年、コピーライターとして広告デザイン会社に入社。フランスベッドなどの広告を担当。1987年、放送作家に転向。秋元康に二番弟子として弟子入りし、SOLD-OUT、オフィスクレッシェンド、エイティーワン・エンタテインメント、イキナを経て現在はフリー。太田プロエンタテイメント学院の最高顧問でもあり、インスタントジョンソンや宮下草薙などを育て世に送り出した。

## 担当作品

### テレビ（放送作家として）
- 知ってるつもり?!（日本テレビ）
- コラーッ!とんねるず（日本テレビ）
- ムーブタウン（日本テレビ）
- 今夜も歌はないと!（日本テレビ）
- クチュリエで道楽（日本テレビ）
- 加トちゃんケンちゃんごきげんテレビ（TBS）
- わいわいスポーツ塾（TBS）
- 元気です!ビューティフルエイジング（TBS）
- 高田純次のこれで来週も幸せです（TBS）
- 森脇健児のTHE話THE話（TBS）
- 三宅裕司のいかすバンド天国|別冊イカ天ベストテン（TBS）
- とんねるずのみなさんのおかげです（フジテレビ）
※「ファニー菊原」名義でコントに出演
- とんねるずのみなさんのおかげでした（フジテレビ）
- オールナイトフジ（フジテレビ）
※1989年からしばらくの間「国際体位カウンセラー・ファニーキクハラ」を名乗り、番組内一部コーナーにレギュラー出演した
- ゴールドパスポート（フジテレビ）
- モーニングLIVE（フジテレビ）
- 鶴太郎のギャグハラスメント（フジテレビ）
- ロックショー（フジテレビ）
- パーソナルカウントダウン10（フジテレビ）
- ひらけ!ポンキッキ（フジテレビ）
- DATE LINE（フジテレビ）
- V6の素（フジテレビ）
- マッハブイロク（フジテレビ）
- 新春かくし芸大会（フジテレビ）
- トゥナイト（テレビ朝日）
- トゥナイト2（テレビ朝日）
- パワーワイド（テレビ朝日）
- 南極日和（テレビ朝日）
- クイズ赤恥青恥（テレビ東京）
- 対決!挑んで's（テレビ東京）
- カヴァーしようよ!（テレビ東京）
- The CUP（テレビ東京）
- エイデンシアター UGATTA（東海テレビ）
- ぴーかんテレビ（東海テレビ）
- 禁断の落とし穴（東海テレビ）[1]
- ぷれサタ!（東海テレビ）
- UP!（メ〜テレ）
- ぱっぱ屋（メ〜テレ）
- どですか!（メ〜テレ）
- バックドロップ（メ〜テレ）
- アナ誕!（メ〜テレ）
- AAA（メ〜テレ）
- ドラゴンズ倶楽部（メ〜テレ）
- だっちゅーに（メ〜テレ）
- サエラの好奇心（メ〜テレ）
- おとなになりたい（メ〜テレ）
- 王者マンへの道（メ〜テレ）
- ゆるしゃち(メ〜テレ)
- 黒鯱（メ〜テレ）
- 月刊鯱チャンネル（メ〜テレ）
- BOMBER-E（メ〜テレ）
- ピエール瀧のしょんないTV（静岡朝日テレビ）
- クイズ!!ひらめきパスワード（毎日放送）
- いただき半熟卵（毎日放送）
- AKB48コント「びみょ〜」（ひかりTV）

　など

### ラジオ
- とんねるずのオールナイトニッポン（ニッポン放送）
- シャインズのカラオケ天国みんなアイドル（TBSラジオ）
- まんまる玉子の邦丸じゃ!（文化放送）
- それ行け!HOMO LUDENS（NACK5）
- サンデージャンボスペシャル（STVラジオ）

　など

### 映画・ドラマ（脚本家として）
- オオカミが出てきた日（監督 堤幸彦）
- 金田一少年の事件簿 (堂本版) ※メイキング、特番等を担当
- LOVE17
- ドライブしたいのに
- 6番目のプロフィール
- 約束のカフェ
- 俺たちのリレーション
- LAST LOVE
- 名古屋行き最終列車
  - 名古屋行き最終列車2014
  - 名古屋行き最終列車2015
  - 名古屋行き最終列車2016
  - 名古屋行き最終列車2017
  - 名古屋行き最終列車2018
  - 名古屋行き最終列車2019
  - 名古屋行き最終列車2019〜夏〜内海で愛を叫ぼう
  - 名古屋行き最終列車2020
  - 名古屋行き最終列車〜三河線編〜
  - 名古屋行き最終列車2021
  - 名古屋行き最終列車2022
  - 名古屋行き最終列車〜樽見鉄道編〜
  - 名古屋行き最終列車〜樽見鉄道に再び乗る編〜
- 信長の来る部屋
- 各務原よ 大使を抱け!
- ボクのお年玉はどこ？
- 三人兄弟
  - 三人兄弟2

### ゲーム（脚本）
- MAD TAXY（1994年、アーケード用ゲーム）
- 2TAX GOLD（1997年、セガサターン用ゲーム）

### ボードゲーム（脚本）
- タカラ 人間のクズゲーム
- 秋元康の作詞ゲーム
- 電撃入籍ゲーム

### 舞台（脚本・演出）
- とんねるずのコントイン苗場
- ふなの気持ち
- 犯罪家族（名古屋市民芸術祭審査員特別賞）
- プリズンキッチン
- 銀河兄弟

### プロモーションビデオ（構成）
- 井上陽水
- ダンスマン
- 芳賀ゆい
- 吉田栄作

### 書籍
- ファニー・キクハラの性体位講座（ビックマン、1991年3月1日 ISBN 4-89405-069-2）

### アルバム
- 土俵王子（1983年） - バンド『有頂天』の1stアルバム。ナレーションとして参加。

## 出演

### 準レギュラー
- とんねるずのみなさんのおかげです
- オールナイトフジ

### その他
- マッハブイロク（フジテレビ、不定期）
- アイドル☆リーグ!（NOTTV）
- ザ・ドキドキどっきり（フジテレビ、2015年1月9日）
- 月曜から夜ふかし（日本テレビ、2021年12月6日）

## 受賞
- お笑いスター誕生 第3回ゴールデンルーキー賞
- 名古屋市民芸術祭審査員特別賞
- メ〜テレ特選大賞2013
- 東京ドラマアウォード2013 ローカルドラマ賞
- 日本民間放送連盟賞2014 ドラマ部門優秀賞
- 日本民間放送連盟賞2015 ドラマ部門優秀賞

## その他
- 1997年より太田プロエンタテイメント学院（旧 太田プロセミナー）の主任講師[2]、大正大学表現学部臨時講師などを務めている。
- 姪に女優の菊原結里、甥に小説家の京本喬介がいる。